# RBS Be 4/10
Die Be 4/10 des Regionalverkehrs Bern–Solothurn (RBS) sind vierteilige elektrische metro-ähnliche Niederflur-Triebzüge mit dem Namen „Worbla“ des Herstellers Stadler für die Strecken Bern–Worb Dorf und Bern–Unterzollikofen der S-Bahn Bern in der Schweiz.

## Ausgangslage
Um die Be 4/8 „Mandarinli“ zu ersetzen, bestellte der RBS 14 speziell entwickelte Be 4/10. Die geringen Perronhöhen von 32 cm über der Schienenoberkante und die geforderte Zuglänge von 60,0 Metern schränkten die Konstrukteure stark ein. Eine Nachbeschaffung des RABe 4/12 „NExT“ war aus beschaffungsrechtlichen Gründen und wegen strenger gewordener Zulassungsbedingungen nicht möglich. Die geforderte Längsdruckkraft auf den Wagenkasten war beispielsweise inzwischen von 600 auf 800 kN gestiegen.
Um den Fahrplan einhalten zu können, stehen beim RBS für die Halte auf den Zwischenstationen nur 20 Sekunden zur Verfügung. In dieser Zeit müssen die Türen geöffnet und geschlossen werden und der Fahrgastwechsel stattfinden. Relevant für die Fahrgastwechsel ist der Anteil Reisender mit Rollkoffern, Kinderwagen und eingeschränkter Mobilität. Um bei der Innengestaltung der Züge Fehler zu vermeiden, wurden Videoauswertungen zum Fahrgastfluss durchgeführt. In den Vorgängerzügen werden die Einstiegsplattformen von Stehpassagieren genutzt und dienen als Abstellplatz für Kinderwagen und Gepäck. Die Stufen zwischen den Niederflur- und Hochflurabteilen behindern den Fahrgastwechsel zusätzlich.

## Fahrzeugkonzept

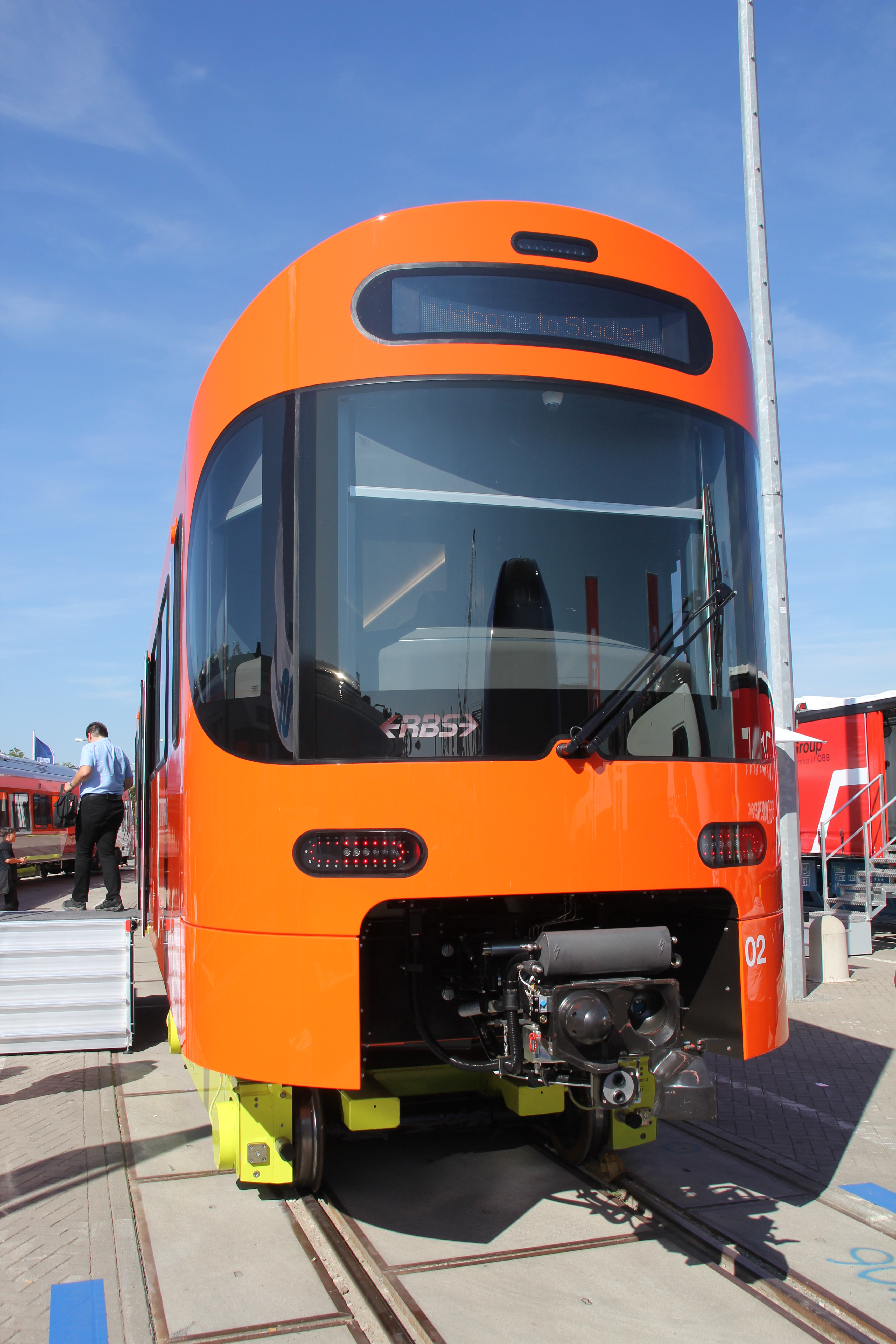
Stirnfront des Worbla

Das Fahrzeugkonzept des RBS beruhte vor der Beschaffung auf dreiteiligen Zügen mit 20 Meter langen Wagenkästen, die sich auf zwei Drehgestelle abstützen. Jede Triebzugeinheit von 60 Metern Länge zählt acht gleichmässig verteilte Doppeltüren pro Seite. Um die Haltezeiten trotz wachsender Nachfrage stabil zu halten, wurde ein neues Fahrzeugkonzept mit zusätzlichen Türen notwendig. Damit die Türen gleichmässig verteilt werden konnten, bestehen die 60 Meter langen „Worbla“ aus vier statt drei Wagenkästen, die auf Jakobs-Drehgestellen ruhen. Eine Studie des Ingenieurbüros Prose in Winterthur kam zum Schluss, dass bei einem Jakobs-Drehgestell mit 650 mm Raddurchmesser eine Durchgangshöhe von 590 mm über der Schienenoberkante möglich ist.
Mit Crowdsourcing klärte der RBS die Bedürfnisse der Fahrgäste ab. Die eingegangenen Ideen wurden vom RBS bewertet und anschliessend den Kunden in einem Online-Fragebogen unterbreitet. 40 Prozent der Befragten akzeptieren einen Stehplatz, wenn das Ein- und Aussteigen schneller geht.
Bei der Gestaltung des Innenraums wurde auf eine gute Zirkulation der Fahrgäste, einfache Orientierung und auf Transparenz geachtet. Der Grundaufbau der vier Wagenteile ist im Grundsatz gleich gestaltet. In jedem Wagen befindet sich im Niederflurbereich zwischen den beiden Türen ein Multifunktionsbereich für stehende und mobilitätsbehinderte Fahrgäste. Zusätzlich sind dort auf einer Seite in Längsrichtung Klappsitze und auf der anderen Seite sechs feste Sitze in Querbestuhlung angebracht. Der Hochflurbereich ist mit einer klassischen Vis-à-vis-Bestuhlung versehen. Die zusätzlichen Türen und die grossen Multifunktionsbereiche führen zu weniger Sitzplätzen. Wegen der kurzen durchschnittlichen Fahrzeit von fünf bis zehn Minuten verzichtet ein Viertel der Reisenden ohnehin auf einen Sitzplatz, wenn kein freies Abteil vorhanden ist.
Das Design der Be 4/10 beruht auf einfachen geometrischen Formen. Es unterscheidet sich bewusst von dem für die RegioExpress-Züge Bern–Solothurn entwickelten RBS RABe 4/12. Die Rundungen im Dachbereich und die brillenartigen Frontscheiben sind den beiden vorangegangenen Triebfahrzeuggenerationen „Mandarinli“ und „Seconda“ angenähert.

## Technik

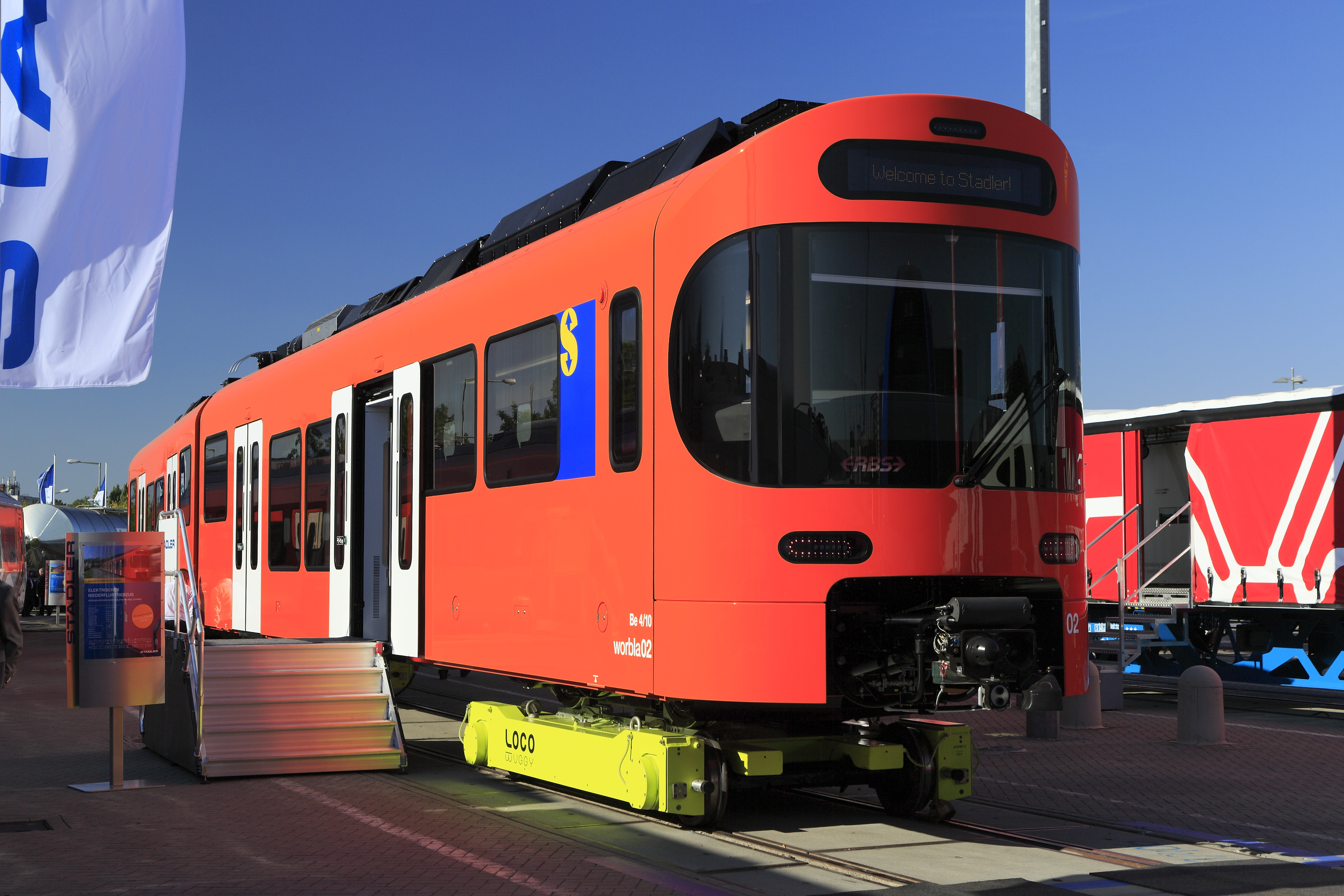
Worbla auf der Innotrans 2018 in Berlin. Der Triebzug steht auf Überführungsrollböcken Loco Buggy.

Die von Stadler Bussnang konstruierten Be 4/10 erfüllen die Anforderungen des RBS grundsätzlich, aber bei der Wagenbodenhöhe und bei der Türverteilung mussten Kompromisse eingegangen werden. Im Unterschied zu den „NExT“ dürfen die Magnetschienenbremse an den Triebdrehgestellen bei der Bremskurvenberechnung der Zugsicherung ZSL-90 nicht mehr angerechnet werden. Das führte zu kräftig dimensionierten pneumatischen Scheibenbremsen und voluminösen Laufdrehgestellen. Dies und die Höchstgeschwindigkeit von 100 km/h verhinderte, die Bereiche über den Jakobs-Drehgestellen mittelflurig auszugestalten. Sie befinden sich 1000 mm über der Schienenoberkante. Der grosse Höhenunterschied zwischen dem Nieder- und Hochflurbereich muss mit drei statt wie beim Be 4/12 „Seconda“ zwei Treppenstufen überwunden werden.
Die beiden Triebdrehgestelle befinden sich an den Enden der Fahrzeuge und sind eine Weiterentwicklung der RABe 4/12 „NExT“. Die Jakobs-Drehgestelle wurden hingegen neu entwickelt. Die Trieb- und Jakobslaufdrehgestelle verfügen über Luftfederung, die Räder sind zusätzlich zur Lärmreduktion gummigefedert. Die Wagenkästen sind wie beim „NExT“ in Aluminium-Hohlprofilbauweise erstellt. Ein Grossteil der technischen Ausrüstung mit Stromrichter, Drucklufterzeugung, Klimaanlagen und Fahrmotorkühlung ist auf dem Dach untergebracht. Die zweiläufigen Schwenkschiebetüren mit variabel ausfahrbaren Schiebetritten können mit einem Druckknopf oder mit einem oberhalb der Türen angebrachten Annäherungssensor geöffnet werden. Die Türzustände werden in den Ampelfarben Grün, Orange und Rot dargestellt.
Ungewöhnlich bei einem Nahverkehrszug ist, dass der Boden mit schwarzem Teppich belegt ist. Er verbessert das Raumgefühl und verringert den Geräuschpegel.
Die Be 4/10 stellen in vielen Bereichen gegenüber ihren Vorgängerfahrzeugen keinen technischen Fortschritt dar. Die strikter gewordenen Zulassungsvorschriften und das Beschaffungsrecht erwiesen sich in diesem Fall den Innovationen im Bau von Eisenbahnfahrzeugen nicht förderlich.

## Inbetriebnahme
Am 16. August 2018 wurde der Be 4/10 im Depot Worbboden der Öffentlichkeit vorgestellt. Der Name „Worbla“ wurde in einer Publikumsabstimmung aus vier Vorschlägen ausgewählt. Der zweite Zug wurde auf der Innotrans in Berlin ausgestellt und kam im September 2018 zum RBS. Nachdem das Bundesamt für Verkehr (BAV) die Betriebsbewilligung ausstellte, hat der Be 4/10 02 auf der S7 nach Worb den Fahrgastbetrieb aufgenommen. Ein Problem gab es bei der Bedienung des Zuges. Für die Durchführung der Bremsprobe musste der Wendeschalter in Fahrstellung gebracht werden. Das ist in der Schweiz, wo bei jedem Halt die Nullstellung eingelegt wird, nicht praktikabel. Bis zu Behebung des Problems wurde zweimal täglich eine Hauptbremsprobe durchgeführt.
Nachdem 2019 alle 14 „Worbla“ abgeliefert worden waren, konnte der RBS auf die 40 Jahre alten Be 4/12 „Mandarinli“ verzichten.
Im Dezember 2021 bestellte der RBS bei Stadler zwei zusätzliche Fahrzeuge, die 2024 geliefert wurden. Eine siebzehnte „Worbla“ wird beschafft, um den „NExT“ RABe 4/12 32 zu ersetzen, der am 31. März 2023 wegen starkem Wind entgleiste und zur Seite kippte. Der Worbla 15 wurde als erster der nachbestellten Züge am 15. Mai 2024 in Worblaufen abgeladen, am 13. Juni 2024 folgte der Worbla 16.